# Río Toltén
Río Toltén ist ein Fluss im Süden Chiles in der Región de la Araucanía.
Der Río Toltén hat eine Länge von rund 123 km. Er entspringt dem See Lago Villarrica. Zuflüsse sind der Río Allipén und der Río Colico. Schließlich mündet der Fluss bei Toltén in den Pazifischen Ozean.
Der Fluss liegt in der Seenregion Chiles und ist sehr fischreich. 12 km nördlich der Stadt Villarrica am Fluss liegt der Naturpark Dos Ríos.

## Flussdaten
- Länge: 123 km
- Fläche: 8.398 km²
- Durchflussmenge: 52 m3/s

## Größere Städte in Flussnähe
- Villarrica
- Pitrufquén
- Toltén

## Geschichte
Die Gebiete im Bereich des Río Toltén konnten von den spanischen Konquistadoren nie richtig erobert werden. Der Fluss bildet die Nordgrenze des Gebiets der Huilliche, einem Stamm der Mapuche. Von 1604 bis 1881 herrschten hier die Mapuche praktisch uneingeschränkt, nachdem sie von den Spaniern als souverän anerkannt worden waren. Erst nach der gewaltsamen Inbesitznahme der indigenen Siedlungsgebiete durch den chilenischen Staat konnte das Gebiet südlich von Temuco ab 1883 wieder von Weißen besiedelt werden.